# 藤原忠実
藤原 忠実（ふじわら の ただざね）は、平安時代後期から末期にかけての公卿。藤原北家、関白・藤原師通の長男。官位は従一位、摂政、関白、太政大臣、准三宮。日記『殿暦』の著者。

## 生涯

### 白河院政期
関白・師通と頼宗流の権大納言・藤原俊家の娘である全子との間の嫡男として承暦2年（1078年）に生まれる。しかし師通は藤原信長（教通の子）の養女である信子（藤原経輔の娘）を正室にして母全子と離縁する。これは頼通流と教通流による摂関家内部の長年の対立に終止符を打つものだったが、この恨みを全子は生涯忘れず、父・俊家の画像を描かせて礼拝し、師通を呪ったという。忠実は母・全子を尊重する一方で義母・信子の扶養を拒み、そのため彼女は「乞食」と揶揄されるほどの経済的困窮に陥ったという。

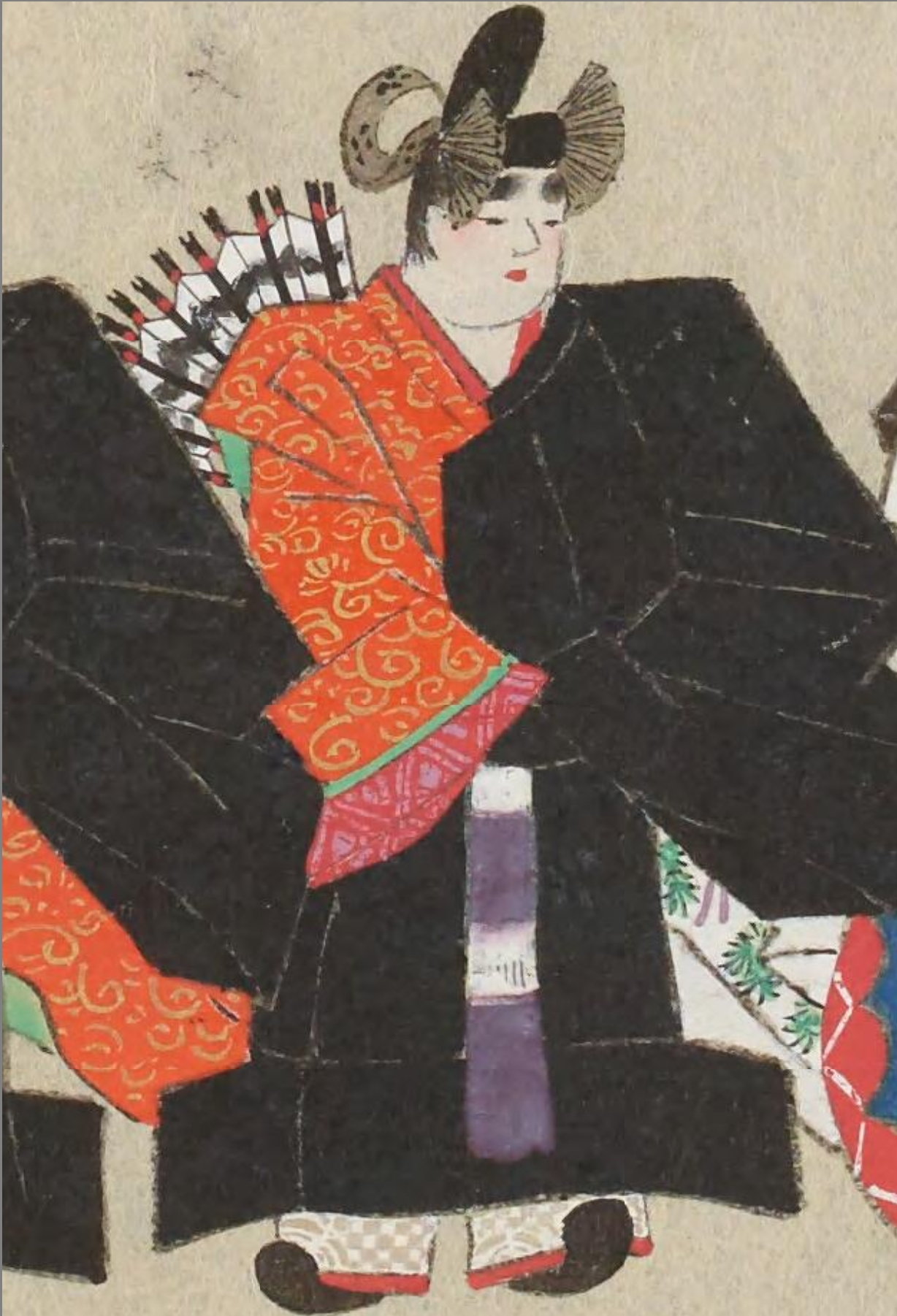
中納言中将忠実『春日権現験記』（高階隆兼筆）

『栄花物語』の続編の最後（40巻「紫野」）は当時15歳で中納言となった忠実が奈良の春日大社で春日祭を主催して帰京する場面で締めくくられ、忠実の元で摂関家が再び興隆する期待感をもって終わっている。しかし、現実には承徳3年（1099年）に父の師通が働き盛りの年齢で急逝した際、22歳で権大納言の忠実は、最年少で摂政となった曽祖父・頼通の26歳という年齢を大きく下回っていたこと（しかも頼通は就任から10年近く父・道長の後見を受けた）に加え、まだ大臣に任官されていなかったことにより、関白には任じられず内覧にとどまった。
また、既に引退していた祖父・師実にも忠実を支える余力はなかった。ただし、内覧であっても過去には藤原時平や道長のように摂関同様の実権を振るった例もあり、忠実にも挽回の可能性が残されていたが、源義親の濫行や東大寺僧の赤袈裟着用問題では自らの判断を下すことが出来ず、政治的未熟をさらけ出した。致命的であったのは康和4年（1102年）に大衆に対する取締の不徹底を理由に、白河法皇が忠実の叔父である興福寺別当・覚信を解任しようとした際、これを執り成そうとして却って法皇の怒りを買ってしまい、8月1日に法皇から政務関与への拒絶を通告された事件であった（『中右記』）。こうした一連の事件のために摂関家は完全に院政の風下に立つ事になり、忠実は摂関家の栄華を再び取り戻すという夢を生涯かけて追求する事になる。
忠実の最初の室は源俊房の娘・任子だったが、子の早世により婚姻関係は消滅してしまう。その後に正室となった源顕房の娘・師子は忠実より8歳年長で、既に白河法皇の子・覚法法親王を産んでいた。『今鏡』によると、師子に一目惚れした忠実が祖母の麗子に頼み、法皇から譲り受けたとする。
康和2年（1100年）に右大臣となり、長治2年（1105年）に堀河天皇の関白に任じられる。嘉承2年（1107年）、忠実と摂関家にとって最大の危機が鳥羽天皇の践祚と共に起こった。鳥羽天皇の践祚に尽力した藤原公実が天皇の外戚である事を理由に摂政の地位を望んだのである。白河法皇も一時迷うが、院庁別当・源俊明の反対でその望みは斥けられ、忠実は辛くも摂関の地位を保持することができた。もっとも、公実の閑院流には忠実の御堂流に比べて公卿の数が少なく、また摂関に必要とされる故実が伝わっていなかったこと、そして太上天皇は当時の慣例で内裏に立ち入ることができなかったため、法皇は忠実に対して摂関の仕事だけではなく自らの意向を汲める天皇とのパイプ役を期待していたためと考えられている。
嘉承3年（1108年）正月の除目は、平正盛が「最下品」でありながら「第一国」である但馬国の受領となるなど法皇の近臣が多く受領に任じられたが、この除目を主催したのは他ならぬ忠実であり、法皇への従属は決定的なものとなっていた。永久元年（1113年）には再び関白に転じるが立場の弱さは相変わらずで、永久の強訴では藤氏長者として興福寺の説得を試みるが効果はなく、防御に向かった北面武士が上洛を目指す興福寺大衆と衝突して流血の惨事が起こるといった失態が続いた。事態打開のため、各地に摂関家領荘園を形成して経済基盤の建て直しを図るが、法皇の警戒を招き荘園の拡大は抑制される。
この頃、法皇により長男・忠通と藤原公実の娘・璋子の婚姻の話がもちあがるが、璋子の素行に噂があったことや、忠実が閑院流を快く思っていなかったこともあって、破談になっていた。同時期、忠実は娘・勲子を鳥羽天皇に入内させるよう、法皇に勧められるが固辞している。ところが永久5年（1117年）、璋子は鳥羽天皇に入内する。衝撃を受けた忠実は鳥羽天皇の希望もあって、保安元年（1120年）、勲子を入内させようと工作を始めた。だが、以前入内の勧めを断りながら鳥羽天皇の希望を受けて再度入内させようとしたことに法皇は激怒し、ただちに忠実の内覧は停止された（保安元年の政変）。内覧は天皇に奏上される文書を見る職務であり、この職務を剥奪されることは事実上関白を罷免される事に等しかった。驚いて駆けつけてきた中御門宗忠に、忠実はただ「運が尽きた」と語った（『中右記』）。この時、法皇は忠実の叔父・花山院家忠を関白にするつもりだったが、藤原顕隆の反対により翌保安2年（1121年）、忠通が関白となる。この後、忠実は宇治で10年に及ぶ謹慎を余儀なくされる。なお、次男・頼長が生まれたのはこの謹慎中のことである。

### 鳥羽院政期
大治4年（1129年）に白河法皇が崩御、鳥羽院政が始まると忠実は政界に復帰を果たし、天承2年（1132年）再び内覧の宣旨を得る。また、白河法皇の遺言に反して、長承元年（1133年）忠実は自らの娘・勲子を鳥羽上皇の妃とし、異例の措置で皇后となり（勲子は泰子に改名する）、さらに院号宣下を受けて高陽院となる。忠実は前回の失脚の反省からか、鳥羽上皇の寵妃・藤原得子（美福門院）や寵臣・藤原家成とも親交を深めて、摂関家の勢力回復に努めた。
しかしながら、忠実が再び内覧となり政務を執る一方で、名ばかりとなってしまったとはいえ忠通にも関白としての矜持があり、父子の関係は次第に悪化していく。忠通に男子が生まれない事を危惧した忠実は、忠通に頼長を養子にするように勧め、天治2年（1125年）に頼長は忠通の養子となった。しかし康治2年（1143年）に忠通に実子・基実が生まれると、摂関の地位を自らの子孫に継承させようと望んだ忠通は頼長との縁組を破棄する。さらに久安6年（1150年）正月、頼長が養女・多子を近衛天皇に入内させると、忠通も養女・呈子を入内させて頼長に対抗した。忠実は忠通に対し摂政職を頼長に譲るよう要求するも忠通が拒否したため、久安6年（1150年）9月、激怒した忠実は摂関家の正邸である東三条殿や宝物の朱器台盤を接収し、氏長者の地位を剥奪して頼長に与え、忠通を義絶した。仁平元年（1151年）には忠実の尽力により頼長が内覧の宣旨を受け、関白と内覧が並立するという異常事態となった。忠実は鳥羽法皇と良好な関係を保っていた一方で、忠通も美福門院の信任を受けていたこともあり、鳥羽法皇は忠実と忠通の和解を望み、忠通と頼長の片方に肩入れするようなことを避けてきた。しかし、久寿2年（1155年）、近衛天皇が子なく崩御し、忠通の推す雅仁親王（後白河天皇）が即位。すると、頼長は近衛天皇を呪詛した疑いをかけられ鳥羽法皇の信任を失い、再び内覧宣下を受けることなく失脚してしまう。忠実はパイプ役である高陽院の執成しで法皇の怒りを解こうとするが、高陽院の死去で失敗に終わった。

### 保元の乱
保元元年（1156年）7月2日、鳥羽法皇が崩御すると事態は急変する。7月5日、「上皇左府同心して軍を発し、国家を傾け奉らんと欲す」という風聞に対応するため、検非違使が召集されて京中の武士の動きを停止する措置が取られた（『兵範記』7月5日条）。法皇の初七日の7月8日には、忠実・頼長が荘園から軍兵を集めることを停止する後白河天皇の御教書（綸旨）が諸国に下されると同時に、蔵人・高階俊成と源義朝の随兵が東三条殿に乱入して邸宅を没官するに至った。没官は謀反人に対する財産没収の刑であり、頼長に謀反の罪がかけられたことを意味する。忠実・頼長は追い詰められ、もはや兵を挙げて局面を打開する以外に道はなくなった。
謀反人の烙印を押された頼長は崇徳上皇と共に白河北殿に立てこもるが、天皇方の夜襲により敗北する。頼長の敗北を知った忠実は宇治から南都に逃れた。重傷を負った頼長は忠実に対面を望むが、頼長に連座して罪人になる事を避けるため忠実は苦渋の末これを拒み、頼長は失意の内に死去。15日、南都の忠実から忠通に書状が届き、朝廷に提出された。摂関家の事実上の総帥（大殿）だった忠実の管理する所領は膨大なものであり、没収されることになれば摂関家の財政基盤は崩壊の危機に瀕するため、忠通は父の赦免を申し入れたと思われる。しかし忠実は当初から頼長と並んで謀反の張本人と名指しされており、朝廷は罪人と認識していた。17日の諸国司宛て綸旨では、忠実・頼長の所領を没官すること、公卿以外（武士と悪僧）の預所を改易して国司の管理にすることが、18日の忠通宛て綸旨では、宇治の所領と平等院を忠実から没官することが命じられている。20日になって、忠実から忠通に「本来は忠通領だったが、義絶の際に忠実が取り上げた所領」と「高陽院領」百余所の荘園目録が送られる。摂関家領荘園は、忠実から忠通に譲渡する手続きを取ることで辛うじて没収を免れることができた。『保元物語』には忠実の断罪を主張する信西に対して忠通が激しく抵抗したという逸話があり、摂関家の弱体化を目論む信西と、権益を死守しようとする忠通の間でせめぎ合いがあった様子がうかがわれる。
27日、「太上天皇ならびに前左大臣に同意し、国家を危め奉らんと欲す」として、頼長の子息（兼長・師長・隆長・範長）や藤原教長らの貴族、源為義・平忠正・家弘らの武士に罪名の宣旨が下った。忠実は高齢と忠通の奔走もあって罪名宣下を免れるが、洛北知足院に幽閉の身となった。この乱で摂関家は、武士・悪僧の預所改易で荘園管理のための武力組織を解体され、頼長領の没官や氏長者の宣旨による任命など、所領や人事についても天皇に決定権を握られることになる。自立性を失った摂関家の勢力は大幅に後退し、忠実の摂関家の栄華を再び取り戻すという夢は叶わずに終わった（ただし、こうした措置は藤氏長者である頼長が謀反に関わっていたことによる非常措置で、藤氏長者の宣旨における任命もその後の摂関家の分裂によって恒例化したとする見方もある）。
晩年の忠実の元に忠通の後継者となった孫の基実が訪れて故実を語り合っているが（『富家語』第189条）、忠通は父を恨んで中陰の法要すら行わなかったとされる。こういった経緯のためか、忠通の六男の兼実は文治年間になって先の戦乱（治承・寿永の乱）は忠実を含めた保元の乱の怨霊が起こしたいのではないかと推測（『玉葉』文治2年2月18日条）し、忠通の十一男慈円は著書『愚管抄』の中で、祖父である忠実が死後に怨霊となって自分達（忠通の子孫）に祟りをなしていると記している。慈円の記述は兼実の子である九条良通・良経兄弟が相次いで病死した文治以降の状況を反映していると考えられている。このため、良経の子である道家は、寛喜3年（1231年）になって摂関家として初めて忠実の法華八講を大規模に執り行って以後恒例化させている。

## 人物
- 父の師通は「この男、学問をせぬこそ遺恨なれ」と評し、忠実が学問が嫌いであることを嘆いている（『中外抄』下30）。ただし、忠実自身もそのことに対する自覚はあったようで、自らの寿命と引換に学問の上達を願おうとして周囲に反対されたとも伝えられている（『中外抄』上29）[15]。
- 孫の慈円は忠実を「執フカキ（執念深い）人」と評している。
- 朗詠・箏に優れ、藤原宗俊に学んだ箏は管絃の御遊でたびたび演奏し、各種古記録等に記載された御遊での演奏回数は息子・忠通に並んで多い。
- 式部卿敦実親王が肌身離さず佩いていた坂上宝剣を所有していたが、白河院のお召しにより献上した。この剣は敦実親王の頃に雷鳴の時は自然に抜けるという霊威を示したが、忠実は不審に思ってある者に抜かせている[16]。

### 摂関家領の復興
道長・頼通の時代までに拡大した摂関家領は、後三条天皇による延久の荘園整理や、代々の親族への分割譲渡により縮小してきていたが、忠実は摂関家の再興のために摂関家領の復興を行っている。
頼通の所領は正室の隆姫女王・嫡男の師実（忠実の祖父）・娘の寛子（後冷泉天皇皇后、忠実の養母）にそれぞれ分割譲渡されていたが、忠実はこれを全て相続。加えて忠実は母・藤原全子（藤原俊家の娘）、祖母・源麗子（師実正室、源師房娘）の所領も相続した（『近衛家文書』）。忠実は自ら相続したこれらの所領を合わせて、殿下渡領とは別の摂関家の不分割家領とした。
また忠実は個々荘園の拡大も行った。代表的な例として、平季基が開発し頼通の時代に摂関家に寄進した島津荘（薩摩国）がある。これは当初数百町歩しかない小規模なものであったが、忠実の代になって大隅国に約千五百町歩の新たな出作地を獲得している。
また、前述のように忠実は忠通に摂関の地位を譲った後も広大な所領（「宇治殿領」）を引き続き保有しており、後に「宇治殿領」は忠通に与えた「京極殿領」と娘の高陽院に与えた「高陽院領」に分けられたが、預所の補任などは引き続き忠実が行った。さらに前者に関しては仁平年間に忠通を義絶した際に悔返を行って頼長に与え（近衛家所領目録「庄々相承次第」）、後者は高陽院没後は回収するなど、依然として忠実が実質上の所有者であり続けた。この状況は保元の乱後に「宇治殿領」全てを忠通に譲渡するまで続いた。
こうした努力により忠実は豊富な財力を手にし、その邸宅は富家殿と呼ばれた。

## 官歴
- 寛治2年（1088年）
  - 1月21日：元服し、正五位下に叙位。禁色を許される[17][注釈 9]。
  - 1月28日：侍従に任官
  - 2月18日：右近衛権少将に転任
  - 6月5日：右近衛中将に転任
- 寛治3年（1089年）
  - 1月5日：従四位下に昇叙し、右近衛中将如元
  - 1月11日：正四位下に昇叙し、右近衛中将如元
  - 1月28日：伊予権守を兼任
- 寛治5年（1091年）
  - 1月13日：従三位に昇叙し、右近衛中将・伊予権守如元
  - 4月27日：正三位に昇叙し、右近衛中将・伊予権守如元
- 寛治6年（1092年）1月26日：権中納言に転任し、右近衛中将如元
- 寛治7年（1093年）1月5日：従二位に昇叙し、権中納言・右近衛中将如元
- 寛治8年（1094年）3月28日：左近衛大将を兼任し、右近衛中将を止む
- 嘉保2年（1095年）4月15日：正二位に昇叙し、権中納言・左近衛大将如元
- 永長2年（1097年）3月24日：権大納言に転任し、左近衛大将如元
- 承徳3年（1099年）10月6日：藤原氏長者宣下
- 康和2年（1100年）7月17日：右大臣に転任し、左近衛大将如元
- 康和5年（1103年）8月17日：東宮傅を兼任
- 長治2年（1105年）12月25日：関白宣下。右大臣・東宮傅如元
- 長治3年（1106年）3月11日：東宮傅を辞任
- 嘉承2年（1107年）7月19日：関白を止め、摂政宣下。従一位行左大臣・源俊房の次位たる旨。このため一座宣下無し
- 天永3年（1112年）
  - 3月11日：従一位に昇叙し、摂政・右大臣如元。一座と就る
  - 11月18日：右大臣を辞す
  - 12月14日：太政大臣宣下。摂政如元
- 天永4年（1113年）
  - 4月14日：太政大臣を辞す
  - 12月26日：摂政を止め、関白宣下
- 保安元年（1120年）11月12日：内覧を停む
- 保安2年（1121年）
  - 1月17日：内覧如元
  - 1月22日：関白を辞す
- 天承2年（1132年）
  - 1月14日：あらためて内覧如元
  - 7月18日：内覧を辞す
- 保延6年（1140年）
  - 6月5日：准三宮宣下
  - 10月2日：出家。法名は圓理
- 応保2年（1162年）6月18日：薨去。享年85

## 系譜
- 父：藤原師通
- 母：藤原全子 - 藤原俊家女
- 室：源任子 - 源俊房女
  - 一男二女：いずれも早世
- 室：源師子 - 源顕房女 
  - 三女：藤原泰子（高陽院）（1095-1155） - 鳥羽上皇皇后
  - 次男：藤原忠通（1097-1164）
- 妾：藤原盛実女 
  - 三男：藤原頼長（1120-1156）
- 妾：播磨（出自不明）
- 妾：况（御厨子所得選） - 高階基章の妻
  - 女子：（？-1142）[18]
- 妾：中宮信濃（出自不明）
  - 女子：御匣殿（？-1149）[19]

## 関連作品
テレビドラマ
- 『新・平家物語』（1972年、NHK大河ドラマ、演：森雅之）
- 『平清盛』（1992年、TBS、演：勝部演之）
- 『平清盛』（2012年、NHK大河ドラマ、演：國村隼）